# La Paternal (Buenos Aires)
La Paternal est un quartier du centre de Buenos Aires (Argentine). Fondé en 1904 par un décret municipal, il tire son nom de la gare située dans le quartier, une ancienne zone industrielle. Le quartier couvre une surface d'environ 2,4 km² et avait une population de 20 053 habitants lors du recensement de 2001.
C'est un quartier principalement résidentiel, qui contient bon nombre d'immeubles et de logements familiaux, ainsi qu'un secteur commercial dans son artère principale (Avenida San Martín).

## localisation géographique
Le quartier est situé au centre de la métropole de Buenos Aires. Il est composé de Chorroarín, Av. Del Campo, Av. Garmendia, Warnes, Paysandú, Av. San Martín, Álvarez Jonte, Gavilán, Arregui et Av. Elle est limitrophe des quartiers de Villa Ortúzar au nord, Chacarita au nord-est, Villa Crespo à l'est, Caballito au sud-est, Villa General Mitre au sud, Villa del Parque à l'ouest et Agronomía et Parque Chas au nord-ouest.